# James Rogers (rokometaš)
James Galvin Rogers, ameriški rokometaš, * 16. oktober 1946, Glendale, Kalifornija.
Leta 1972 je na poletnih olimpijskih igrah v Münchnu v sestavi ameriške rokometne reprezentance osvojil 14. mesto.
Čez štiri leta je z reprezentanco osvojil deseto mesto.